# الحیدریه، حماة
الحیدریه (به عربی: الحیدریة) یک روستا در سوریه است که در ناحیه شطحه واقع شده‌است. الحیدریه ۲٬۵۵۴ نفر جمعیت دارد.